# Tchagra
Tchagra là một chi chim trong họ Malaconotidae.